# Schmalenbach Journal of Business Research
Das Schmalenbach Journal of Business Research (SBUR; deutsch Schmalenbachs Zeitschrift für betriebswirtschaftliche Forschung) ist eine betriebswirtschaftliche wissenschaftliche Fachzeitschrift. Es wird gemeinsam von der Schmalenbach-Gesellschaft für Betriebswirtschaft und dem Verband der Hochschullehrer für Betriebswirtschaft als Open-Access-Zeitschrift herausgegeben. Derzeitige Herausgeber sind Thomas Gehrig und Alfred Wagenhofer.

## Geschichte
Das SBUR erscheint seit Januar 2021 und vereint seither die Fachzeitschriften Business Research (BuR), Schmalenbach Business Review (SBR) und Schmalenbachs Zeitschrift für betriebswirtschaftliche Forschung (ZfbF).